# Carloforte
Carloforte är en ort och kommun på ön Isola di San Pietro i provinsen Sydsardinien i regionen Sardinien i sydvästra Italien. Kommunen hade 6 173 invånare (2017).